# Seznam kitaristov
Seznam najbolj znanih kitaristov.

## Znanikitaristi:

### Klasična glasba
Sandy Adams
Manuel Barrueco
Julian Bream
Ben Bolt
Matteo Carcassi
Roland Dyens
Mauro Giuliani
Sharon Isbin
Alexander Lagoya
Paco de Lucía
Carlo Marchion
Godelieve Monden
Thomas Müller Pering
Alvaro Pierri 
Ida Presti
Angel Romero
Pepe Romero
Gaspar Sanz
John Schneider
Andrés Segovia
Fernando Sor
Francisco Tàrrega
John Williams
Narciso Yepes
Andrew York

### Jazz
Charlie Christian
Franco Cerri
Drew Denton
Bill Frisell
Jim Hall
Charlie Hunter
Stanley Jordan
Barney Kessel
John McLaughlin
Pat Metheny
Erik Mongrain
Wes Montgomery
Joe Pass
Andreas Paolo Perger
Django Reinhardt
Marc Ribot
John Scofield
Andy Summers
Martin Taylor
Al Di Meola

### Folk glasba
William Ackerman
Chet Atkins
Martin Carthy
Ry Cooder
Doyle Dykes
Dave Ellis
Gordon Giltrap
Michael Hedges
Bert Jansch
Leo Kottke
Adrian Legg
John Martyn
Ellen McIlwaine
Tony McManus
Al Perkins
John Renbourn
Art Paul Schlosser
James Taylor
Richard Thompson
Doc Watson
Stochelo Rosenberg
Nic Jones

### Blues
Blind Blake
Blind Lemon Jefferson
Muddy Waters
Howlin' Wolf
John Lee Hooker
Mississippi John Hurt
Elmore James
Robert Johnson
Leadbelly
Mance Lipscomb
T-Bone Walker
Taj Mahal
Brownie McGhee
Memphis Minnie
Charlie Patton
Robert Ross
Son House
Sister Rosetta Tharpe
Stevie Ray Vaughan
Jimmy Vaughan
Buddy Guy
B.B. King
Albert Collins
Steve 'The Colonel' Cropper
Matt 'Guitar' Murphy
Michael Bloomfield
Robert Cray
Otis Rush
Coco Montoya
Albert King
Freddie King
Chris Cain
Robben Ford
Eric Clapton
Guitar Slim
Lowell Fulson
Ry Cooder
Big Bill Broonzy
Luther Allison
Tampa Red
Kenny Wayne Shepherd
Jimmy Reed
Blind Willie McTell
Lonnie Mack
Little Milton
Sonny Landreth
Duane Allman
Keb' Mo'
Lonnie Johnson
Luther 'Guitar Junior' Johnson
Jimi Hendrix
Guitar Slim
Rory Gallagher
Jesse Fuller
Hubert Sumlin
Bonnie Raitt
Johnny Winter
Bukka White
Mississippi Fred McDowell
Skip James
John Hammond mlajši
Guitar Shorty
Josh White
J.B. Lenoir
Doyle Bramhall
Gary Moore
Little Jimmy King
Roy Buchanan

### Rock/pop
Duane Allman (Derek and the Dominos, The Allman Brothers Band)
Trey Anastasio (Phish)
Gem Archer (Oasis)
Chet Atkins
David Bates
Jeff Beck
Chuck Berry
Ritchie Blackmore (Deep Purple, Rainbow in Blackmore's Night)
Lindsey Buckingham (Fleetwood Mac)
Charlie Christian
Eric Clapton (The Yardbirds, Cream, Derek and the Dominos, Blind Faith)
Warren Cuccurullo (Frank Zappa, Missing Persons, in Duran Duran)
Dick Dale
Duane Eddy
John Frusciante (Red Hot Chili Peppers)
David Evans, tudi The Edge (U2)
Noel Gallagher (Oasis)
David Gilmour (Pink Floyd)
Jerry Garcia (the Grateful Dead)
George Harrison (The Beatles)
Jimi Hendrix (The Jimi Hendrix Experience)
Buddy Holly
Steve Howe
Chrissie Hynde (The Pretenders)
Tomas Kadzionis (Godlike27)
Phil Keaggy
Mark Knopfler (Dire Straits & Notting HillBillies)
Goktan Kural
Alex Lifeson (Rush)
Yngwie J. Malmsteen
Hank B. Marvin (The Shadows)
Johnny Marr
Brian May (Queen)
Mike McCready (Pearl Jam)
Barry Melton (Country Joe and the Fish, The Dinosaurs)
Midoru
Kim Mitchell
Steve Morse
Dave Navarro (Jane's Addiction, Red Hot Chili Peppers)
Jimmy Page (Led Zeppelin)
Les Paul
Joe Perry (Aerosmith)
Johnny Ramone (The Ramones)
Chris Rea
Keith Richards (The Rolling Stones)
Michael Roe
Mick Ronson (igral z Davidom Bowiejem)
Richie Sambora (Bon Jovi)
Carlos Santana
Joe Satriani
Neal Schon
James Honeyman-Scott (The Pretenders)
Brian Setzer (The Stray Cats, The Brian Setzer Orchestra)
Slash (Slash's Snakepit, Guns and Roses, Velvet Revolver)
John Squire
Pete Townshend (The Who)
Eddie Van Halen (Van Halen)
Steve Vai
Tom Verlaine (Television)
Frank Zappa (med drugim igral z The Mothers of Invention)
Mattias »IA« Eklundh (Freak Kitchen)
Michael Angelo Batio
Jason Becker
Tony Macalpine
Angus Young

### Heavy metal
Dave Murray (Iron Maiden)
Janick Gers (Iron Maiden)
Adrian Smith (Iron Maiden)
Michael Amott (Arch Enemy)
Kirk Hammett (Metallica)
James Hetfield (Metallica)
Kerry King (Slayer)
Herman Li (DragonForce)
Yngwie Malmsteen
Jim Martin (Faith No More)
Tom Morello (Audioslave & Rage Against the Machine)
Dave Mustaine (Metallica, Megadeth)
John Petrucci (Dream Theater)
Michael Romeo (Symphony X)
Chuck Schuldiner (Death, Control Denied)
Bill Steer (Carcass)
Alexi Laiho (Children of Bodom)
Dimebag Darrell (Pantera, Damageplan)
Oscar Dronjak (Hammerfall)
Adam Jones (Tool)
Scott Ian (Anthrax)
Paul Gilbert (Racer X)
Bjorn Gelotte (In Flames)